# 유찬 (전조)
한 은황제 유찬(漢 隱皇帝 劉粲, ? ~ 318년, 재위 : 318년)은 오호십육국 시대 한(漢, 훗날의 전조)의 4대 황제이다. 시호는 은황제(隱皇帝)이다.

## 생애
유찬은 유총(劉聰)의 차남으로, 310년에 유총이 한의 황제로 즉위하자 하내왕(河內王)에 책봉되었다. 친척인 유요(劉曜)와 함께 서진(西晉)과의 전쟁에서 활약하였다.
311년에 낙양을 함락하였으며, 이후 장안 및 진양 방면의 전선에서 유요와 함께 활약하였다. 당시 한의 후계자는 유총의 배다른 동생인 황태제(皇太弟) 유예(劉乂)였는데, 유찬은 외척인 근준(勤準) 및 여러 환관들과 합심하여 유예를 모함하여 폐위해 살해하였고 뒤이어 배다른 형인 유역(劉易)도 모함하여 살해하였으며, 마침내 황태자가 되었다. 황태자가 된 이후 아버지인 유총에게 사마업을 처형하라고 조언했는데 이 때문에 사마업이 처형당했다.
318년에 유총이 죽자 뒤를 이어 한의 황제가 되었으나 유찬은 곧 주색에 빠져 정사를 모두 외척인 근준에게 맡겼다가 근준의 반정으로 살해당했다.
후에 황제가 된 유요가 유찬에게 시호를 추증하였다.
| 전 임 소무제 유총 | 제4대 전조 황제 318년 | 후 임 유요 |